# Susanna Kaysen
Susanna Kaysen (née le 11 novembre 1948 à Cambridge) est une écrivaine américaine. C'est la fille de l'économiste Carl Kaysen, un professeur au MIT et ancien conseiller du Président John F. Kennedy, et d'Annette Neutra, sœur de l'architecte Richard Neutra.
En avril 1967, Susanna Kaysen, 18 ans, est entrée volontairement à l'institut psychiatrique Claymore après avoir fait une surdose d'aspirine. Là, on lui a diagnostiqué un trouble de la personnalité borderline.
En 1993, est publié son livre autobiographique "Une vie volée", dans lequel elle décrit sa vie quotidienne dans l'hôpital psychiatrique et celle de ses pensionnaires. Son livre a été adapté en film, Une vie volée, réalisé par James Mangold en 1999, qui est centré sur sa vie et sur son trouble.